# Ash Ra Tempel
Ash Ra Tempel, später auch Ashra genannt, ist eine Berliner Band, die im Jahr 1970 von Manuel Göttsching, Hartmut Enke und Klaus Schulze gegründet wurde. Anfang der 1970er-Jahre galt die Band neben Tangerine Dream, Agitation Free, Can, Guru Guru, Amon Düül, Neu!, Cluster und anderen als Speerspitze des sogenannten Krautrocks. Sehr früh setzte die Band neben Gitarren auch Synthesizer ein. Stilistisch ist die Band der Berliner Schule zuzurechnen, wenn der Schwerpunkt auch mehr auf den Gitarren als auf den Synthesizern lag.

## Name
In der Sendereihe Elektro Beats auf Radio Eins erklärte Manuel Göttsching den Bandnamen Ash Ra Tempel wie folgt: Das englische Ash steht für das Materielle bzw. Körperliche, der ägyptische Sonnengott Ra symbolisiert das Spirituelle, und der Tempel ist der Ort, wo sich beides trifft. Während der Namensfindung diskutierten die Bandmitglieder noch über die Frage, ob man „Tempel“ nun auf Deutsch oder „Temple“ auf Englisch verwendet.
Als sich die Band zu einem Ein-Mann-Projekt von Manuel Göttsching entwickelte, wurde der Name 1977 mit dem Album New Age of Earth auf Ashra verkürzt. Mit Ash Ra Tempel Experience führte Göttsching 2015 einen dritten Namen ein.

## Geschichte

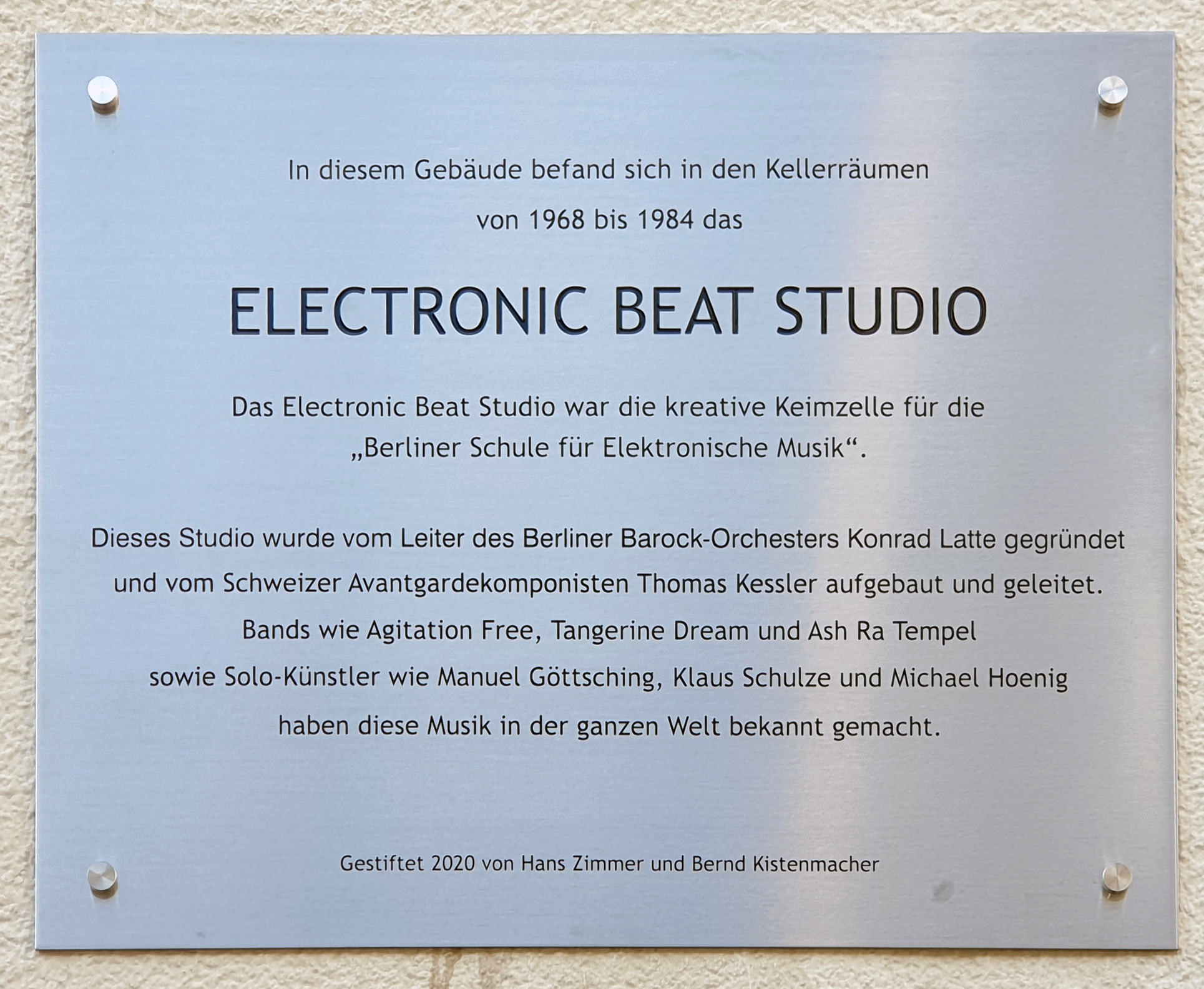
Gedenktafel am ehemaligen Electronic Beat Studio in Berlin-Wilmersdorf

Das Debütalbum Ash Ra Tempel wurde 1971 im Studio der Star-Musikproduktion in Hamburg mit dem Toningenieur Conny Plank eingespielt. Nach einer erfolgreichen Schweiz-Tournee im September 1971 verließ Klaus Schulze die Band, um seine Solokarriere zu starten. 1972 wurden in der Kernbesetzung Göttsching und Enke mit wechselnden Gastmusikern die Alben Schwingungen, Seven Up (mit Timothy Leary) und Join Inn (wieder mit Klaus Schulze) produziert. 1973 entstand mit den Gastmusikern Dieter Dierks und Harald Grosskopf am Schlagzeug Starring Rosi.
1974 gründete Göttsching sein eigenes Studio in Berlin und nahm dort sein erstes Soloalbum Inventions for Electric Guitar auf. 1975 spielte Göttsching mit Lutz Ulbrich unter dem Namen Ash Ra Tempel erste Konzerte in England und diverse in Frankreich. Dabei entstand die Musik zu Philippe Garrels Film Le berceau de cristal, in dem Nico, Anita Pallenberg und Dominique Sanda mitwirkten. Göttschings zweites Soloalbum New Age of Earth, 1976 zuerst nur in Frankreich veröffentlicht, wurde dann 1977 von Virgin Records/UK weltweit unter der verkürzten Form Ashra herausgebracht, angelehnt an den ursprünglichen Bandnamen Ash Ra Tempel. Unter Ashra erschien im Jahr 1978 auch das dritte Soloalbum Blackouts. Später folgten mit Lutz Ulbrich und Harald Grosskopf nun als Band Ashra Konzerte und viele weitere Alben wie Correlations, Belle Alliance, Tropical Heat und Walkin’ The Desert. Ab 1997 verstärkte der deutsche Musiker Steve Baltes Ashra mit Electronics und Keyboards.
Eine letzte Reunion gab es im Jahr 2000 mit Manuel Göttsching und Klaus Schulze. Dabei entstand ein Studioalbum namens Friendship sowie ein anschließendes Konzert in der Royal Festival Hall in London, veröffentlicht auf CD und später auf DVD unter dem Namen Gin Rosé.
Das weltweit bekannte Werk E2-E4 (aufgenommen am 12. Dezember 1981) ist Manuel Göttschings viertes Soloalbum und das erste Soloalbum, welches er 1984 unter seinem eigenen Namen veröffentlichte. Seitdem ist dieses Werk nicht nur in der internationalen Clubszene ein Hit, sondern gilt auch als Template für den Übergang von der klassischen Minimal Music zu Techno Trance und Ambient und wurde in zahllosen Adaptionen remixt (z. B. unter dem Namen Sueño Latino).
Unter dem Namen Ash Ra Tempel Experience spielte Göttsching ab 2015 Konzerte mit Oren Ambarchi (Schlagzeug, E-Gitarre), Shags Chamberlain (Synthesizer, Keyboard, Bass, Gesang) und teilweise mit Ariel Pink (Bass, Gesang) im Arts Centre Melbourne, auf dem Bad Bonn Kilbi Festival in der Schweiz, im Barbican Centre in London und zuletzt in der Hamburger Elbphilharmonie 2018. Das Konzert in Melbourne wurde auf Göttschings eigenem Label MG.ART veröffentlicht, das seit 2001 besteht.

## Diskografie
- 1971: Ash Ra Tempel
- 1972: Ash Ra Tempel - Schwingungen
- 1973: Ash Ra Tempel - Seven Up
- 1973: Ash Ra Tempel - Join Inn
- 1973: Ash Ra Tempel - Starring Rosi
- 1974: Manuel Göttsching - Inventions for Electric Guitar
- 1975: Ash Ra Tempel - Le Berceau De Cristal (VÖ: 1993)
- 1976: Ash Ra Tempel - Communication (Sampler)
- 1976: Manuel Göttsching - New Age of Earth
- 1977: Manuel Göttsching - Blackouts
- 1979: Ashra - Correlations
- 1980: Ashra - Belle Alliance
- 1981: Manuel Göttsching - E2–E4
- 1989: Ashra - Walkin’ The Desert
- 1991: Ashra - Tropical Heat
- 1996: The Private Tapes Vol. 1–6
- 1996: Ashra – Sunrain (Compilation)
- 1997: Ashra - Live at the Open Air Festival 1997 (VÖ: 2008, DVD)
- 1998: Ashra - Sauce Hollandaise
- 1998: Ashra - @shra
- 2000: Ash Ra Tempel – Gin Rosé At The Royal Festival Hall
- 2000: Ash Ra Tempel – Friendship
- 2002: Ashra – @shra Vol. 2
- 2002: Ashra – The Making of (3CD-Set)
- 2008: Ashra – Belle Alliance Plus (Doppel-CD)
- 2008: Ashra – Correlations Complete (5 CD-Box)
- 2008: Ashra – @shra + @shra Vol. 2 (Doppelalbum)
- 2013: Ashra – Correlations in Concert (DVD)
- 2017: Ash Ra Tempel Experience – Live in Melbourne
- 2020: Ash Ra Tempel – Gin Rosé (CD + DVD)

### Musikbeispiele
- Ash Ra Tempel: Daydream auf YouTube
- Ash Ra Tempel: Friendship auf YouTube
- Elektro Beats: Special zum 70. Geburtstag von Manuel Göttsching auf YouTube